# Christophe Pras
Pour les articles homonymes, voir Pras.
Pas d'image ? Cliquez ici

a Compétitions nationales et continentales officielles uniquement.

b Matchs officiels uniquement.
Dernière mise à jour le 28 mai 2020.
Christophe Pras, né le 8 mars 1984 à Sainte-Colombe (Rhône) et mort le 7 avril 2020 dans le 4e arrondissement de Lyon, est un joueur et entraîneur français de rugby à XV.

## Biographie
Christophe Pras commence le rugby à XV au CS Vienne. Il joue au CS Bourgoin-Jallieu, au SO Chambéry, au SO Voiron puis au Bièvre Saint-Geoirs Rugby Club (Bièvre Saint-Geoirs RC).
Il est sélectionné en équipe de France de rugby à XV des moins de 18 ans,.
Il entraîne le Bièvre Saint-Geoirs RC, le Rugby Club du Pays saint-jeannais (RC Pays saint-jeannais) puis le FC Grenoble ; dont il est éducateur chez les équipes de jeunes (minimes).
Christophe Pras meurt le 7 avril 2020 à Bourgoin-Jallieu après avoir contracté le Covid-19 alors qu'il était en parfaite santé.

### Vie privée
Il est marié à Cathy et a deux enfants, Lyse et Baptiste.